# Paška čipka
Paška čipka vrsta je čipke koja se izrađuje u hrvatskom gradu Pagu na otoku Pagu. Odlikuje se ljepotom uzoraka, kvalitetom i načinom izrade te višestoljetnom tradicijom izrade.

## Povijest
Smatra se da je njezin korijen u Mikeni i da se zadržala u gradu Pagu od davnine jer prvi zapisi o paškoj čipki potječu iz 15. stoljeća kada se spominje samostan sestara benediktinki. Prije nisu postojali šabloni ili nacrti za izradu već su se način izrade i uzorci prenosili s koljena na koljeno. 
Benediktinke samostana sv. Margarite zaslužne su i za širenje paške čipke koju su prodavale u Veneciju ili Beč. Sestre benediktinke bile su glavne pokretačice čipkarstva i škole čipke u Pagu. Danas je u samostanu zbirka od preko stotinjak eksponata koja se čuva i skuplja preko 150 godina.
Paška čipka prvi je put službeno predstavljena na izložbi 1880. U razdoblju od 1906. do 1943. godine paška je čipka prikazana na brojnim izložbama diljem svijeta, u Londonu, New Yorku, Budimpešti, Beogradu, Beču, Milanu, Pragu. Na Svjetskoj izložbi u Parizu 1937. godine dobila je zlatnu plaketu kao iznimno vrijedan ručni rad. Carica Marija Terezija na bečkom je dvoru držala pašku čipkaricu koja je šivala čipku za potrebe dvora.

## Izrada
Postoji više vrsta i oblika čipke. Čipka se izrađuje iglom na krutoj površini, kada se uz osnovne niti nadovezuje uzorak iz središta prema vani poput paukove mreže koji se odlikuje iznimnom čvrstoćom. Pri ovom čipkanju upotrebljavaju se tanke niti konca koje daju čipki poseban prozirni,[kakav?] čvrst izgled.
Pašku čipku moguće je nabaviti od čipkarica koje tijekom ljetnih mjeseci šiju pred vratima svoje kuće. 

## Očuvanje tradicije čipkarstva
U novijoj povijesti se 1906. godine Frane Budak gradonačelnik Paga je utemeljio Čipkarsku školu izrade paške čipke u kojoj je prva učiteljica bila Nina Rakamarić koja je pedagošku obuku stekla u Beču. Frane Budak je ujedno izdvojio čipku od ostalih uporabnih predmeta kao što su zavjese, maramice, pokrivači, plahte i drugi a prikupio je i izradio oko pedesetak izvornih nacrta po kojima se i danas izrađuje paška čipka. 
Čipkarska škola je kontinuirano radila do 1945. godine, nakon toga je radila s manjim i većim prekidima da bi 1994. godine ponovno počela kontinuirano djelovati u sklopu srednje škole Bartula Kašića.
Uz čipkarsku školu u očuvanju tradicije paške čipke izrazitu ulogu igra i Udruga paških čipkarica "Frane Budak" iz grada Paga koji imaju znatnu količinsku izradu čipke.
1998. je osnovana Galerija paške čipke, malo nakon osnivanja Društva paških čipkarica Frane Budak.
2009. godine je upisana u UNESCO-ov registar nematerijalne kulturne baštine.

## Vrijednost paške čipke
Paška čipka jest izvorni hrvatski proizvod i kulturno dobro Republike Hrvatske. Čest je suvenir otoka Paga, ponekad uokviren za stavljanje na zid poput slike. U gradu Zadru postoji galerija paške čipke s primjercima čipke starim više od stotinu godina.